# ريك أنتوني
ريك أنتوني (بالإنجليزية: Rick Cash) هو لاعب كرة قدم أمريكية أمريكي، ولد في 1 يوليو 1945 في سانت لويس في الولايات المتحدة.

## وصلات خارجية
- ريك أنتوني على موقع مرجع كرة القدم المحترفة.كوم (الإنجليزية)